# Taqqanot

Taqqanot (aussi takkanot) signifie dans le judaïsme des règles, ordres ou institutions établis au cours du temps, dans un sens plus stricte ceux qui étaient établis après la période du Talmud.
Ils comportent et règlent les questions des Juifs dans les domaines religieuses, morales, sociales, éducatives et fiscales. Cela concerne surtout la diaspora juive. Les taqqanots détaillent des punitions et/ou des sanctions comme l'amende, l'anathème ou l'exclusion de la communauté.

## Exemples
- Taqqanot agunot : règlement concernant la mariée abandonnée
- Taqqanot du rabbenou Guershom Meor Hagola contre la polygamie
- Taqqanot Schum : taqqanot des « villes SchUM » Spire, Worms et Mayence

## Littérature
- Artikel TAKKANA, dans: Jüdisches Lexikon, Berlin 1927, Sp. 834 f.

- (de) Cet article est partiellement ou en totalité issu de l’article de Wikipédia en allemand intitulé « Taqqanot » (voir la liste des auteurs).